# وین میینت
وین میینت (به انگلیسی: Win Myint) ؛ متولد 8 نوامبر 1951 ، یک سیاستمدار برمه ای و زندانی سیاسی سابق است که از سال 2018 تا 2021 به عنوان دهمین رئیس جمهور میانمار خدمت می کرد. که با کودتای 2021میانمار از قدرت خلع شد. وی از سال 2016 تا 2018 رئیس مجلس نمایندگان میانمار بود. وی همچنین از سال 2012 تا 2018 به عنوان نماینده مجلس در مجلس نمایندگان (Pyithu Hluttaw) خدمت می کرده است . با توجه به قانون اساسی میانمار  آنگ سان سوچی امکان ریاست جمهوری نداشت وبه همین علت وین میینت  ریس جمهور شد و به عنوان یک متحد و جایگزین مهم  او به شمار می رفت.

## زندگی
وین میینت در دهکده نیائونگ چائونگ ، دانوبیو ، منطقه آیهاروادی ، برمه ( میانمار) ، از پدر و مادر تون کیین و داو تان به دنیا آمد. وی با مدرک لیسانس علوم زمین شناسی از دانشگاه علوم و هنر رنگون فارغ التحصیل شد. [2] وی با چو چو ازدواج کرده است و این زوج دارای یک دختر به نام فیو فیو تین هستند که در حال حاضر مشاور ارشد سیتی مارت هولدینگ هستند.

## ریاست جمهوری
پس از استعفای هتین کیاو از ریاست جمهور میانمار ، وین مایینت در 21 مارس 2018 از سمت ریاست مجلس استعفا داد ، اقدامی که توسط بسیاری به عنوان آماده سازی حذب وب برای ریاست جمهوری وین مایینت به عنوان نامزد برای ریاست جمهوری قلمداد شد . مجلس انتخاب وین مینت را به عنوان نامزد مجلس نمایندگان برای معاون رئیس جمهور در 23 مارس 2018 تأیید کرد و زمینه را برای ورود میینت به روند انتخابات رئیس جمهور بعدی میانمار فراهم کرد. او کاندیدای حزب اتحاد و توسعه اتحادیه ، تونگ آئی را با 273 رأی به 27 رأی مخالف حزب دوم شکست داد.وین میینت در 28 مارس 2018 توسط  (جلسه ترکیبی دو مجلس قانونگذار ملی) به عنوان دهمین رئیس جمهور میانمار انتخاب شد که 403 از 636 قانونگذار به او رأی دادند.
در 17 آوریل 2018 ، وین مینت 8500 زندانی ، از جمله 51 خارجی و 36 زندانی سیاسی را عفو کرد

## جستارها
کودتای ۲۰۲۱ میانمار